# 唐端清太郎
唐端 清太郎（からはた せいたろう、1862年4月6日（文久2年3月8日） - 1920年（大正9年）6月10日）は、日本の実業家、政治家。衆議院議員（1期）。

## 経歴
兵庫県飾磨郡谷外村(現・姫路市）に生まれる。東京専修学校(現・専修大学)で学ぶ。青森新報社に入社するも生家の事情により帰郷し兵庫県御用掛に出仕、上司の赤穂郡長就任とともに赤穂郡役所に転勤し郡長を補佐する書記となる。
1892年（明治25年）、相生村に村長として招聘される。神戸の繁栄を見た唐端は当時寒漁村だった相生村に造船所の設立を決断、1907年（明治40年）、神戸の財界人や地元有志から出資を募って播磨船渠株式会社を創立した。これは技術の未熟さから事業は高橋為久の播磨船渠合名会社に引き継がれたが、のちに鈴木商店による買収を経て1916年（大正5年）4月、鈴木商店による株式会社播磨造船所の設立に至る。相生村は1913年（大正2年）に町制を施行、唐端の23年間にわたる町村長の間に相生が造船業を擁する近代工業都市へ発展する道を開いた。ほか、赤穂郡会議員、兵庫県会議員（2期）、同議長、同郡部会議長を歴任し、兵庫県水産組合連合会評議員、赤穂郡水産組合長、同漁業組合連合会理事長となる。また、神港肥料(株)社長、神戸海陸運輸各(株)取締役を務めた。
政治的には主に国民党畑を歩み肥塚龍を支持。肥塚の引退に伴い1917年の第13回衆議院議員総選挙において兵庫県郡部から憲政会公認で立候補して当選する。衆議院議員を1期務め、1920年の第14回衆議院議員総選挙には立候補しなかった。総選挙から間もない同年6月に死去した。
1932年（昭和7年）、浜口雄幸の揮毫による頌徳碑が造船所そばの高台に建立され、戦後、周囲が雨香園として整備された。

## 著書
- 「町村制度未来之夢」駸々堂、1888年
- 「政海の波 憲法講談」駸々堂、1889年